# Elizaveta Matveeva
Elizaveta Matveeva (in kazako Елизавета Матвеева?; 9 dicembre 2001) è un'altista kazaka, ha vinto la medaglia d'oro ai campionati asiatici nel 2024 nel salto in alto.

## Progressione

### Salto in alto
| Stagione | Misura    | Luogo           | Data      | Rank. Mond. |
| -------- | --------- | --------------- | --------- | ----------- |
| 2024     | 1,88 m(i) | Astana          | 5-2-2024  |             |
| 2023     | 1,89 m(i) | Astana          | 23-1-2023 |             |
| 2022     | 1,92 m    | Almaty          | 25-6-2022 |             |
| 2021     | 1,84 m    | Almaty          | 8-6-2021  |             |
| 2020     | 1,80 m(i) | Ust-Kamenogorsk | 18-1-2020 |             |
| 2019     | 1,84 m    | Almaty          | 27-7-2019 |             |
| 2018     | 1,75 m(i) | Ust-Kamenogorsk | 20-1-2018 |             |
| 2017     | 1,65 m    | Bangkok         | 21-5-2017 |             |

## Palmarès
| Anno | Manifestazione             | Sede     | Evento        | Risultato | Prestazione | Note  |
| ---- | -------------------------- | -------- | ------------- | --------- | ----------- | ----- |
| 2017 | Campionati asiatici U18    | Bangkok  | Salto in alto | 4ª        | 1,65 m      |       |
| 2018 | Campionati asiatici U20    | Gifu     | Salto in alto | 4ª        | 1,72 m      |       |
| 2023 | Campionati asiatici indoor | Astana   | Salto in alto | Bronzo    | 1,84 m      |       |
| 2023 | Campionati asiatici        | Bangkok  | Salto in alto | Argento   | 1,86 m      | [ 1 ] |
| 2023 | Mondiali                   | Budapest | Salto in alto | 29ª (q)   | 1,80 m      | [ 2 ] |
| 2024 | Campionati asiatici indoor | Tehran   | Salto in alto | Oro       | 1,86 m      |       |
| 2024 | Giochi olimpici            | Parigi   | Salto in alto | 19ª (q)   | 1,88 m      |       |

## Campionati nazionali
- 1 volta campionessa nazionale kazaka indoor del salto in alto (2020)

2019
- Argento ai campionati kazaki (Almaty), salto in alto - 1,84 m

2020
- Argento ai campionati kazaki indoor (Ust-Kamenogorsk), salto in alto - 1,80 m

2021
- Bronzo ai campionati kazaki indoor (Ust-Kamenogorsk), salto in alto - 1,84 m
- Bronzo ai campionati kazaki (Almaty), salto in alto - 1,84 m

2022
- Bronzo ai campionati kazaki indoor (Ust-Kamenogorsk), salto in alto - 1,75 m
- Oro ai campionati kazaki (Almaty), salto in alto - 1,88 m

2023
- Argento ai campionati kazaki indoor (Astana), salto in alto - 1,84 m
- Argento ai campionati kazaki (Almaty), salto in alto - 1,84 m

2024
- Oro ai campionati kazaki indoor (Astana), salto in alto - 1,88 m